# 山崎延吉

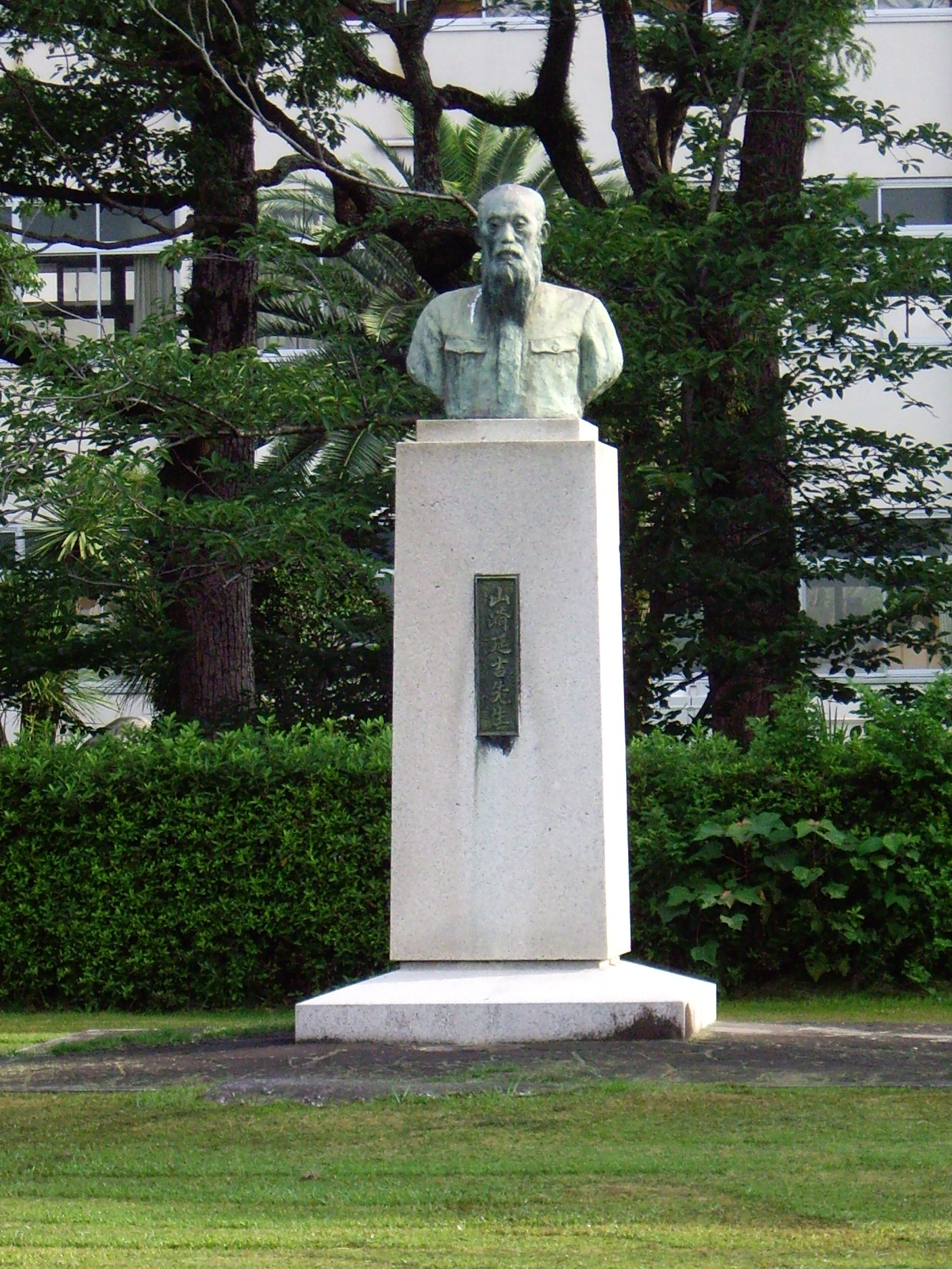
愛知県立安城農林高等学校内にある山崎延吉の胸像

山崎 延吉（やまざき のぶきち、1873年（明治6年）6月26日 - 1954年（昭和29年）7月19日）は、日本の農政家・教育者。衆議院議員（1期）、貴族院勅選議員。愛知県立農林学校初代校長。帝国農会幹事。安城市一帯が「日本デンマーク」と呼ばれるほどの農業先進地になったのは、農業改善に力を尽くした山崎の力が大きい。我農生との雅号をもつ。

## 来歴
石川県金沢区（現・金沢市長町1丁目14番地）に生まれる。父親は農業改革指導者二宮尊徳の弟子だった。1894年（明治27年）、第四高等学校卒業。1897年（明治30年）、東京帝国大学農科大学農芸化学科卒業。福島県蚕業学校の教諭に採用される。1899年（明治32年） 5月、大阪府立農学校の教諭に転ずる。
1901年（明治34年）10月12日、愛知県立農林学校初代校長に就任。1920年（大正9年）11月9日、同校長を退任。1921年頃から全国の農村を巡って「農業経営の改革」を説くようになる。
農民独自の政治的代表を送り出すべく「農民党運動」を提唱していた山崎は教え子たちに推され、1928年（昭和3年）2月の第1回普通選挙（第16回衆議院議員総選挙）に立候補。既存政党に属さなかったものの、定数3の愛知県第4区において最高位の当選を果たした。
1929年（昭和4年）、理想の教育を実践するために神風義塾を開く。1930年（昭和5年）、安城女子専門学校初代校長に就任。1942年（昭和17年）、神風義塾閉鎖。
1946年（昭和21年）3月22日、貴族院議員に勅選され、同成会に所属し1947年（昭和22年）5月2日の貴族院廃止まで在任した。1948年（昭和23年）、愛知用水計画実現に尽力する。
1954年（昭和29年）7月19日、急性肺炎で死去。81歳没。

## 業績
愛知県の農業改善に力を尽くした人物である。校長として愛知県立農林学校を日本有数の農林学校に育て上げた。
1905年から1920年の間は農林学校校長に加え県内務部第七課（農務課）、農事試験場所長、農事講習所所長も兼任し愛知県農政の教育・行政・研究の中心となった。校長を務めた愛知県立農林学校は数多くの人物を輩出し、安城市長を務めた人物もいる。
1906年12月、高等小学校の教員だった岩槻信治を碧海郡安城町の愛知県農事試験場（現・愛知県農業総合試験場）に入らせ、稲の品種改良に当たらせた。岩槻は20余種に及ぶ品種改良を行い、西三河地方のみならず各地で飛躍的な米の増産をもたらした。
教育者として日本全国を講演した。1908年から1934年までには6000回以上の講演を行ったと言われる。

## 栄典
- 1920年（大正9年）12月8日 - 従四位[12]

## 主な著書
- 『農村自治の研究』永東書店、1908年10月。NDLJP:802536。
- 『斉家の栞』泰文館書店、1928年。
- 『山崎延吉全集 第1～7巻』山崎延吉全集刊行会、1935年。
- 『我農生活五十年』東海毎日新聞社、1951年7月。